# Женская сборная Ботсваны по софтболу
Женская национальная сборная Ботсваны по софтболу — представляет Ботсвану на международных софтбольных соревнованиях. Управляющей организацией является Ассоциация софтбола Ботсваны (англ. Botswana Softball Association).

## Результаты выступлений

### Чемпионаты мира
| Год       | Победы         | Поражения      | Место          |
| --------- | -------------- | -------------- | -------------- |
| 1965—1990 | не участвовали | не участвовали | не участвовали |
| 1994      | 2              | 4              | 20             |
| 1998—2002 | не участвовали | не участвовали | не участвовали |
| 2006      | 1              | 6              | 14             |
| 2010      | 0              | 7              | 16             |
| 2012      | не участвовали | не участвовали | не участвовали |
| 2014      | 1              | 6              | 14             |
| 2016      | не участвовали | не участвовали | не участвовали |
| 2018      | 0              | 8              | 16             |